# تپه جیلی ۰۴۶
تپه جیلی ۰۴۶ مربوط به دوران‌های تاریخی پس از اسلام است و در شهرستان شوشتر، دهستان میان آب، روستای لنگر واقع شده و این اثر در تاریخ ۵ آذر ۱۳۸۰ با شمارهٔ ثبت ۴۳۲۶ به‌عنوان یکی از آثار ملی ایران به ثبت رسیده است.